# Square Planchon
Pour les articles homonymes, voir Planchon.
Le square Planchon est un jardin public de Montpellier, qui orne la place devant la gare de Montpellier depuis 1858. Il est baptisé en 1910 en hommage à Jules Émile Planchon qui aida à la renaissance de la viticulture française après l'épidémie de phylloxéra. On y trouve un bassin surplombé d'un champignon de mousse (îlot moussu) ainsi qu'une aire de jeux. De nombreux bancs permettent de profiter du cœur de ville à l'ombre de ses arbres.
Arboretum allochtone, il est la réalisation des frères paysagistes Bühler pour illustrer les villes qui ont participé directement à l'épopée du comptoir des Indes (comme Paris, Bordeaux, Nantes, Toulon et Montpellier).

## Situation et accès
Le square Planchon est un triangle dont la pointe « nord » donne sur la rue Pagézy et la rue Maguelone, reliant la gare ferroviaire à la place de la Comédie et le centre historique de la ville. La pointe « ouest » aboutit sur la rue Pagézy et la rue de la République, laquelle continue vers les boulevards ceinturant l'Écusson. La rue Pagézy sépare le square des bâtiments du quartier-général des Armées. Au « sud » du square aboutissent les rues de la République et Maguelone sur la Place Auguste-Gibert. Cette dernière, au numéro 3, est l'adresse administrative cadastrale du square Planchon.
Depuis 1858, le square est le premier lieu visitable par le voyageur en train qui sort de la gare par sa façade historique.
Accès
Le square est desservi par les quatre lignes du tramway de Montpellier ainsi que par les lignes 8, 11 et 17 des autobus de Montpellier.
Deux stations de Vélomagg' sont disponibles à droite et à gauche de l'entrée principale de la gare. De surface plane, le square est entièrement praticable aux personnes à mobilité réduite. Une application gratuite permet de valider les déplacements et l'accessibilité aux lieux publics.

## Origine du nom
Il rend honneur au botaniste Jules Émile Planchon (1823-1888).

## Historique

### Historique des lieux
Dans un renouvèlement d'acquisition de terrain, c'est en 1632 qu'est allouée à la communauté protestante une concession comprenant les actuelles surfaces devant la gare (Place Auguste Gibert) et du square. Cimetière durant 50 ans, le temple situé dans la rue Maguelone reste le témoin de cette période.
C'est dans le cadre d'une politique municipale et d’urbanisation de la ville, mené par le maire Jules Pagézy, que les « Grands Travaux Lazard » (du nom de l’architecte montpelliérain Omer Lazard) sont réalisés pour la création de la rue Maguelone. Ainsi, cette nouvelle rue est installée sur l'ancienne rue des Cordeliers, (qui devient aussi la rue de la Maréchaussée) qui allait à l'ancien Couvent des Cordeliers, sur l'actuel Square Planchon.
La gare du chemin de fer de Nîmes (ancien nom de la gare actuelle) a été créée en 1844 et la rue de Maguelone a été ouverte en 1846. Sa percée a commencé en 1843 à partir de la gare. C'est en 1846, qu'elle a atteint la hauteur des rues Clos-René et Joffre. Elle n'a débouché sur la place de la Comédie qu'en 1862.

### Création
Pendant le mandat de Jules Pagézy, le 6 juillet 1857, le conseil municipal de Montpellier vote l'achat de terrains situés devant la gare de voyageurs, ouverte en 1844, pour y créer un square entre les rues Maguelone, de la République (ancienne rue Municipale) et Pagézy (ancienne rue du Clos-René). L'achat a lieu la même année que la percée de la rue Maguelone entre la rue du Clos-René à la place de la Comédie.
Le square ouvre en 1858. Dessiné par les frères paysagistes Denis et Eugène Bühler, il comprend des arbres exotiques, notamment un ginkgo biloba et un cèdre du Liban. Au centre du jardin triangulaire, un plan d'eau accueille un petit rocher devenu à force du dépôt de calcaire d'un jet d'eau et de la poussée de mousses, un îlot moussu.
En 1890, un architecte-paysagiste montpelliérain, A. Goutès, dessine les plans du « Jardin de la Motte » sur la commune voisine de Mauguio, en s'inspirant des modèles du Square Planchon, du Plateau des poètes à Béziers et du Parc des Buttes-Chaumont à Paris.

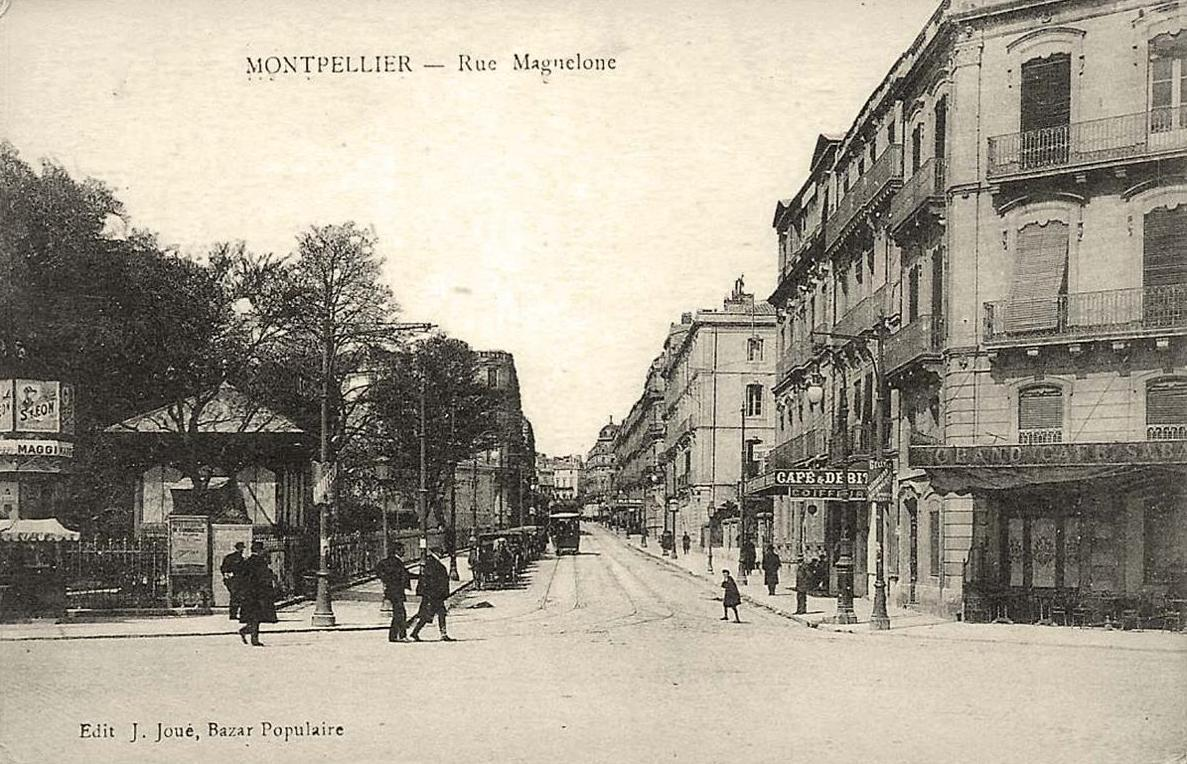
Situation du Square Planchon en bordure de la Rue Maguelone au début du XXe siècle

En 1910, la municipalité donne le nom de Planchon au « square du chemin de fer ».
La clôture d'origine réalisé par le serrurier Léon Servel mesurait 281,30 mètres. Dans les années 1975-1976, elle est démontée et remplacée. Deux parties ont été réutilisées pour clore le parc Rimbaud au bord du Lez dans le quartier des Aubes et pour orner l'entrée du zoo du Lunaret.
Au cours de la seconde moitié du XXe siècle, les rues autour du square Planchon ont été le terminus des lignes urbaines de bus de la Société Montpelliéraine de Transport Urbain (SMTU), puis des stations des lignes de tramways depuis l'an 2000. Durant cette période, l'aménagement de la station Gare Saint-Roch de la première ligne du tramway dans la rue Maguelone a nécessité des modifications de clôture, la surface du square a été réduite.

### L'îlot moussu
Créé en même temps que le square, ce plan d'eau, de 21 mètres de diamètre, a porté différents noms comme : fontaine moussue, fontaine du moussu, fontaine de Planchon, bassin du square ou encore plan d'eau du square. Lors de sa création, cette petite roche d'une cinquantaine de centimètres s'est enrichie de concrétions de calcaire et de mousse, issue de la végétation environnante, qui au fil du temps, ont donné cet immense agrégat ou chou fleur vert faisant la curiosité de ce square. L'ensemble du fond du bassin a été réalisé avec les pierres de l'ancienne poissonnerie qui se trouvait, jadis, à la place des Halles Castellane qui se situe à côté des places Jean Jaurès et des Martyrs de la résistance.
Ainsi l'on retrouve, dans une liste non exhaustive :
- La Fontaine moussue (1666) parmi les deux présentes sur le cours Mirabeau à Aix-en-Provence (Bouches-du-Rhône) ;
- La Grande Fontaine, nommée aussi la Fontaine moussue (1792) située sur la place Crousillat à Salon-de-Provence (Bouches-du-Rhône) ;
- La Fontaine moussue[9] (1830) sur la place de la libération (Ancienne place de la Mairie) à Cuges-les-Pins (Bouches-du-Rhône) ;
- La Grande Fontaine[10] ou Fontaine moussue (1832) sur la place de la Mairie (place Jean Jaurès), dans la commune : Le Beausset (Var) ;
- La Fontaine moussue[11] (1861) sur la place de l'abbé Totti à Cogolin (Var) ;
- La Fontaine moussue ou Cascade[12] (env. 1875) sur la place de l'église à Callian (Var) ;
- Une Fontaine moussue dans le jardin du domaine Urdy[13] (env. 1880) au lieu-dit Le Poitou sur la commune de Saint-Pantaléon-les-Vignes (Drôme) ;
- La Fontaine Raynoard[14] ou Fontaine moussue (1906) sur la place de la Rouguière à Barjols (Var).
- Plus proche de nous, la petite Fontaine moussue[15] (1992) sur la place Sainte-Anne à Montpellier.

### La statue de Jules Émile Planchon

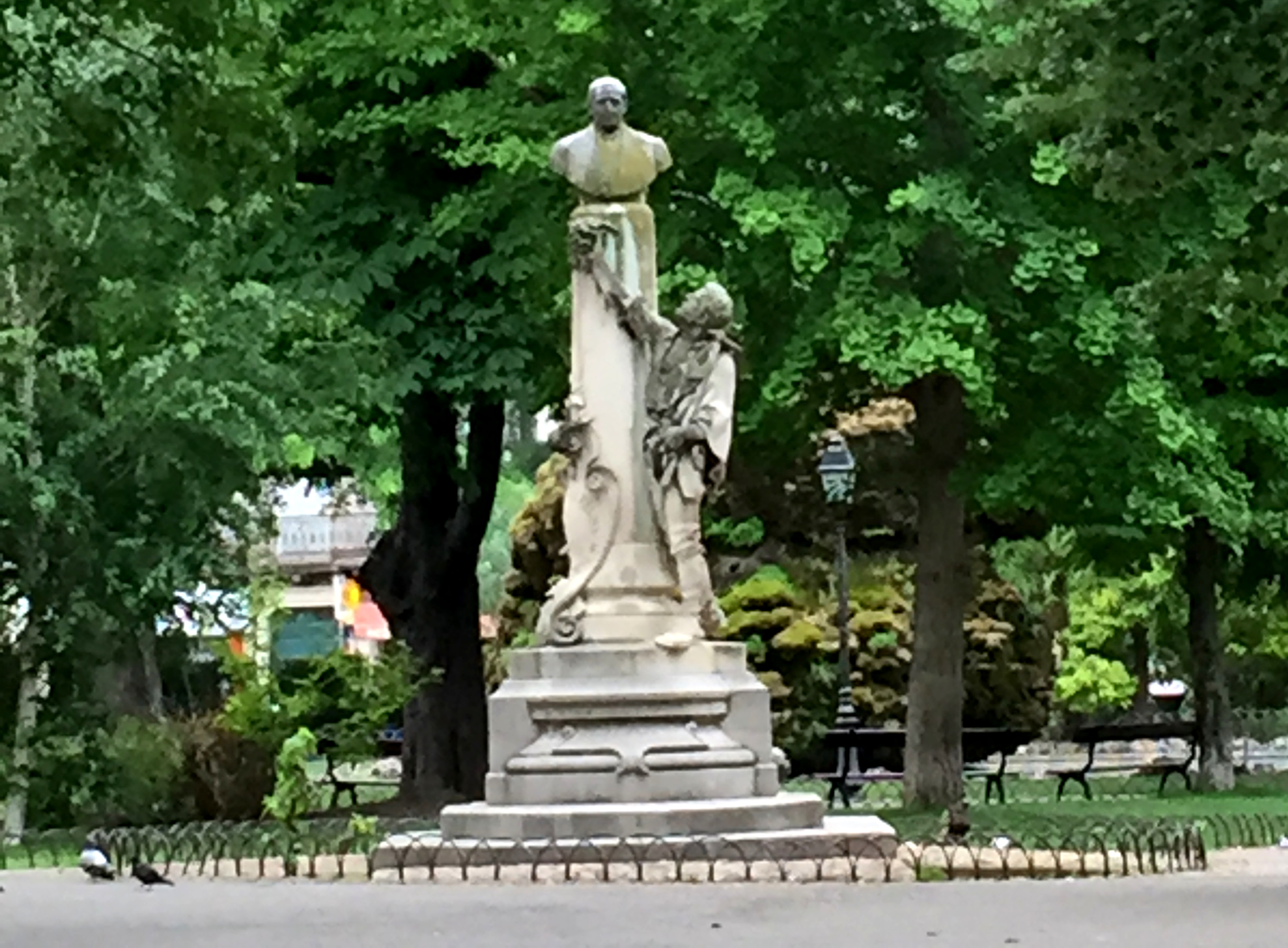
Statue de Jules Émile Planchon.

Le projet est élaboré en 1892, sur la base de dessins du sculpteur Auguste Baussan datés du 26 avril 1893. Le coût de réalisation du monument s'élève à 80 000 francs (310 000 €). Durant cette période, un buste identique semble avoir été livré pour la ville de Ganges à la « Place du jeu de ballon ». L'ensemble du socle est réalisé en pierre de Pompignan (Gard) avec les inscriptions :

« Érigé par souscription sur l'initiative de la Société Centrale d'Agriculture de l'Hérault inauguré le 9 décembre 1894 par M. Viger, Ministre de l'agriculture, M. Vincent, Préfet, Président d'honneur de la Société d'Agriculture, M. Castets, Maire. »

Le monument commémoratif est réalisé en l'honneur du botaniste Jules Émile Planchon (1823-1888) qui a grandement participé à sauver le vignoble français des ravages causés par l'épidémie de phylloxera dont la découverte de l'insecte eu lieu le 15 juillet 1868 à Saint-Martin-de-Crau dans le département des Bouches-du-Rhône, puis les réalisations de greffages sur des pieds de vigne américains plus résistants et adaptés durant les années 1873.
L'ensemble du monument, installé face à l'entrée nord du square, est composé d'un buste en bronze placé au sommet d'un fût de colonne en marbre, en bas duquel un jeune viticulteur tend vers le sauveur une belle grappe de raisins en signe de reconnaissance pour l'abondance viticole retrouvée. On dit que le visage du jeune homme qui a posé en habit de viticulteur n'est autre que le peintre Frédéric Bazille, ami d'Auguste Baussan. Cette thèse est validée par le fait que le père de Frédéric Bazille, Gaston Bazille et Jules Émile Planchon sont voisins au « Mas de Méric » et ont travaillé avec Félix Sahut à la découverte de l'insecte dévastateur.
En 1895, la ville de Bry-sur-Marne (Val-de-Marne) souhaite ériger un monument similaire avec quelques modifications en hommage à Louis-Jacques-Mandé Daguerre. Il a été réalisé par la sculptrice Élisa Bloch.
Durant la guerre, sous le régime de Vichy, la municipalité s'est opposée en vain à la réquisition du buste en bronze pour la récupération du métal. Il est détruit en 1941 et remplacé par un buste en marbre réalisé, sur la base de documents iconographiques, par le sculpteur Paul Guéry en 1951. Ce dernier a été financé par la « Société d'Histoire de la Pharmacie » et la municipalité.

### La statue:Le chant rustique
| Image externe | |
|               | Photo du modèle du joueur à la flûte de pan, issue du site france3 regions francetvinfo.fr (consulté le 31 mai 2016). |

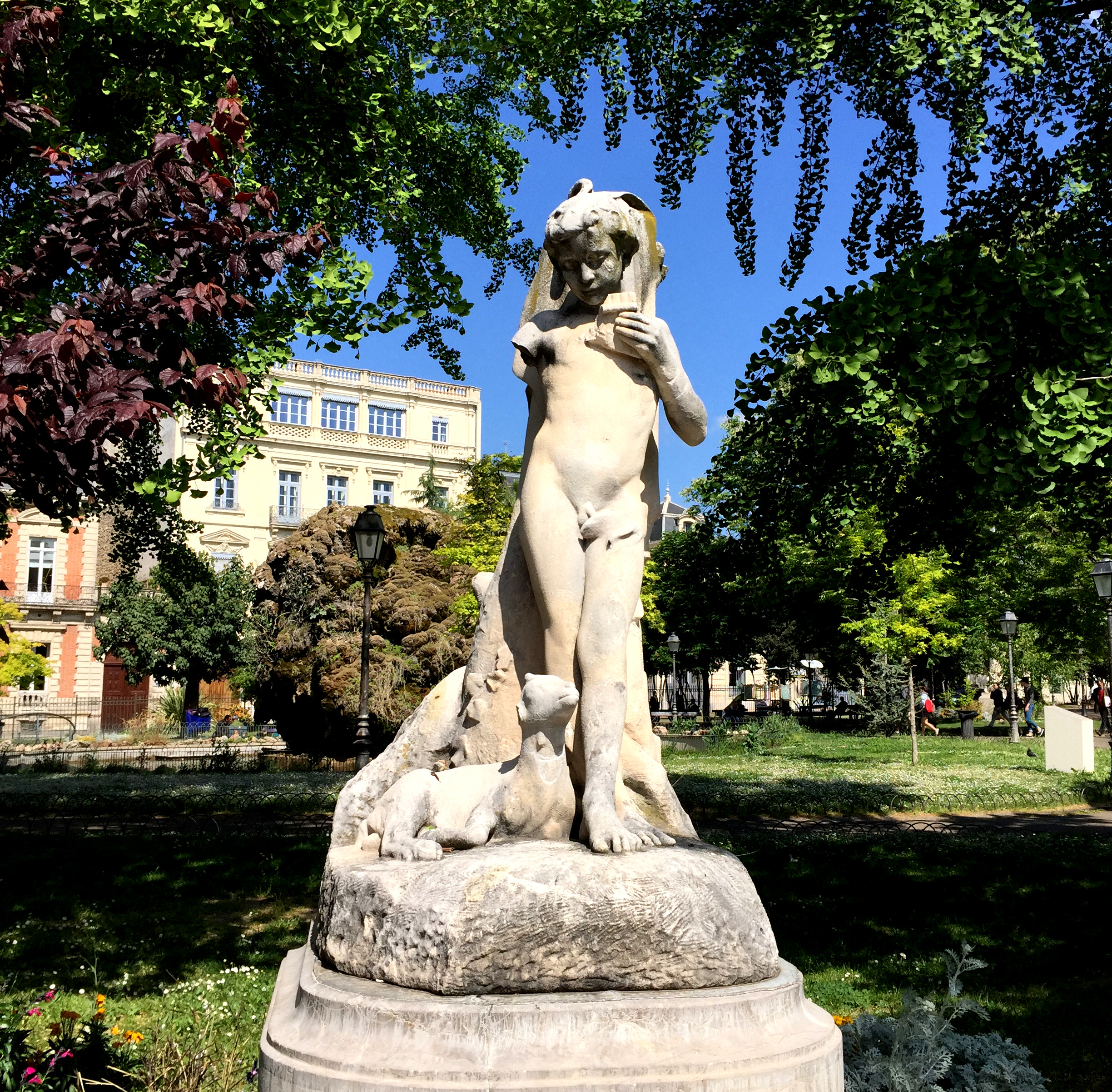
L'Enfant à la flûte de pan.

 Aussi nommée « L'Enfant à la flûte de pan », cette statue a été réalisée par le sculpteur montpelliérain Georges Durand (1881-1957) après avoir été distinguée d'une mention honorable au concours Chenavard en 1905. Elle est installée dans le square le 23 avril 1909 par décision municipale.

Ancien élève d'Auguste Baussan, le sculpteur a réalisé une esquisse en plâtre à son domicile, au numéro 32 de l'avenue de Toulouse, avant de la présenter au salon parisien. Primée, elle est sculptée à Paris, pour le socle en pierre dure de Roms et pour la statue en pierre de Lens, et retournée à Montpellier le 25 juillet 1908. Mentionnée comme curieuse, elle est décrite comme : 

« Une statue d'un garçon nu et manchot jouant de la flûte de pan. A ses pieds et couché un chien pelé à la tête de dinosaure. »

— Montpellier bas les masques - Pierre Macaire
Durant le mois de février 2015, un individu désœuvré saccage et mutile la statue centenaire. La mairie fait réaliser rapidement une restauration pour sauver l'édifice, les cicatrices sont malheureusement irréversibles.

### La fontaine de l’Enfant à la rame

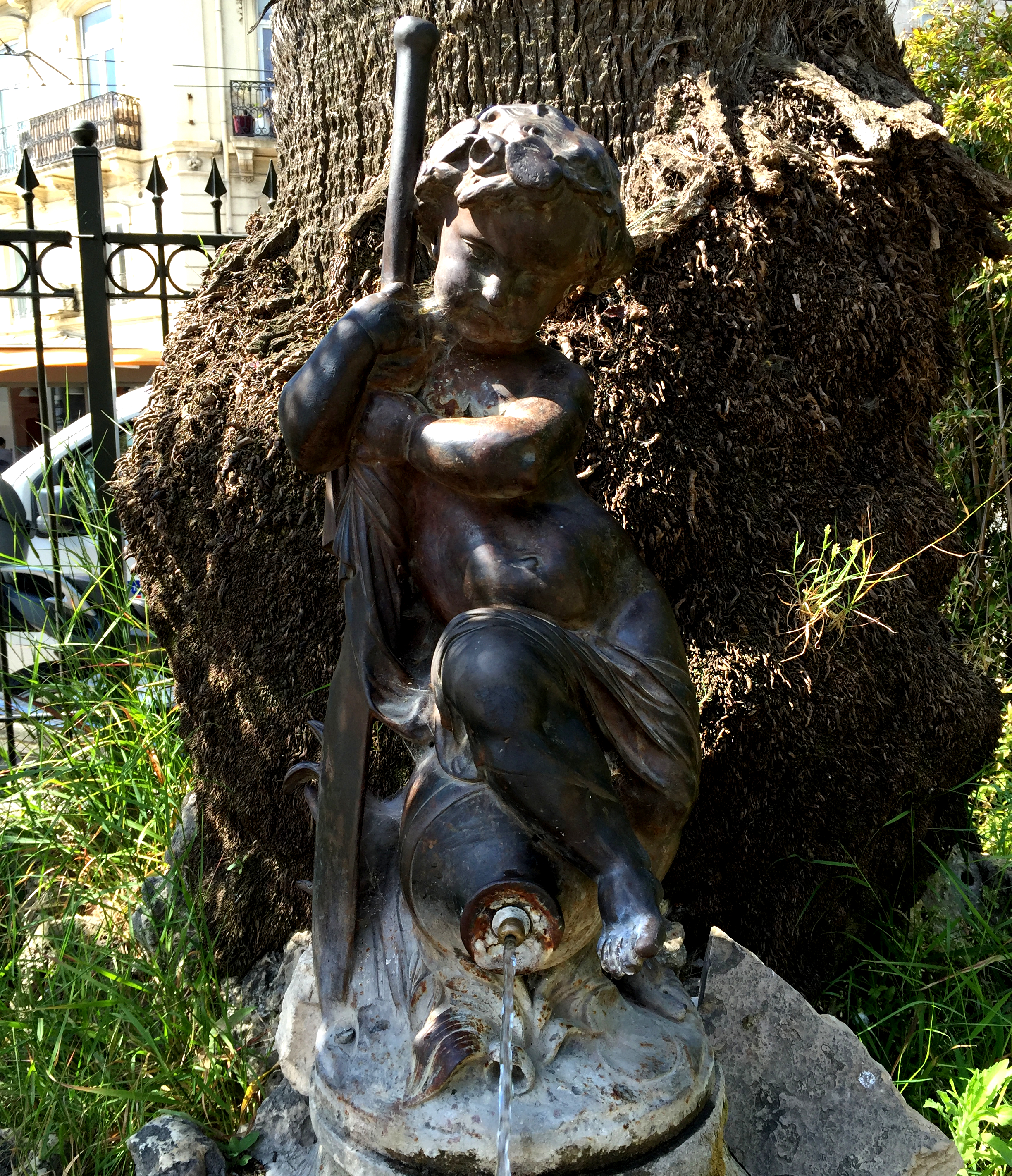
La fontaine à l’enfant.

Appelée aussi la « Fontaine à l’enfant », elle est l’œuvre du sculpteur Mathurin Moreau. Cette borne fontaine, de 1868, a été réalisée par les Fonderies du Val d'Osne (58 bd Voltaire, Paris). Suivant les lieux, elle est présentée avec ou sans son socle en fonte, celle du square n'en possède pas. Elle est montée sur un bâti en pierre.
Située à gauche de l'entrée principale du square, elle est l'une des six, connue en 2016, restantes dans le monde. Les autres sont réparties comme suit :
- À Santiago (Chili) à la Colline Santa Lucia[32] sur la place Patio de los Naranjos ;
- À Denver (États-Unis) dans les locaux d'un antiquaire[33] ;
- À Paris, au 83 rue Daguerre[34] dans le XIVe arrt.
- À Foix (Ariège), sur la place Georges Duthil[35] ;
- À Montaut (Pyrénées-Atlantiques), la fontaine dite « Bélardy »[36] sur la placette à l’entrée de la Bastide.

.
L'histoire récente nous rapporte que la fontaine situé dans le village de Montaut a été volé dans la nuit du 19 juin 2015. Consternée, la mairie a pris contact avec son homologue de la ville de Foix afin de faire réaliser un moulage. La copie a repris sa place dans son lieu originel au sein de la placette.

### La stèle de Valery Larbaud
A quelques mètres de la fontaine du moussu, une stèle est érigée, au pied d'un copalme d'Orient (Liquidambar orientalis, (Mill., 1768)), en l'honneur de l'écrivain Valery Larbaud dont le square et la ville de Montpellier ont été ses lieux d'inspiration et de villégiature. L'inauguration de cette stèle a eu lieu le 15 mai 1993. Une pensée du poète est gravée sur le bloc de pierre :

« Il n'est pas très grand ce jardin mais il est beau comme ceux de l'Asie mineure. »

— (Enfantines) Valery Larbaud.

### Inventaire botanique

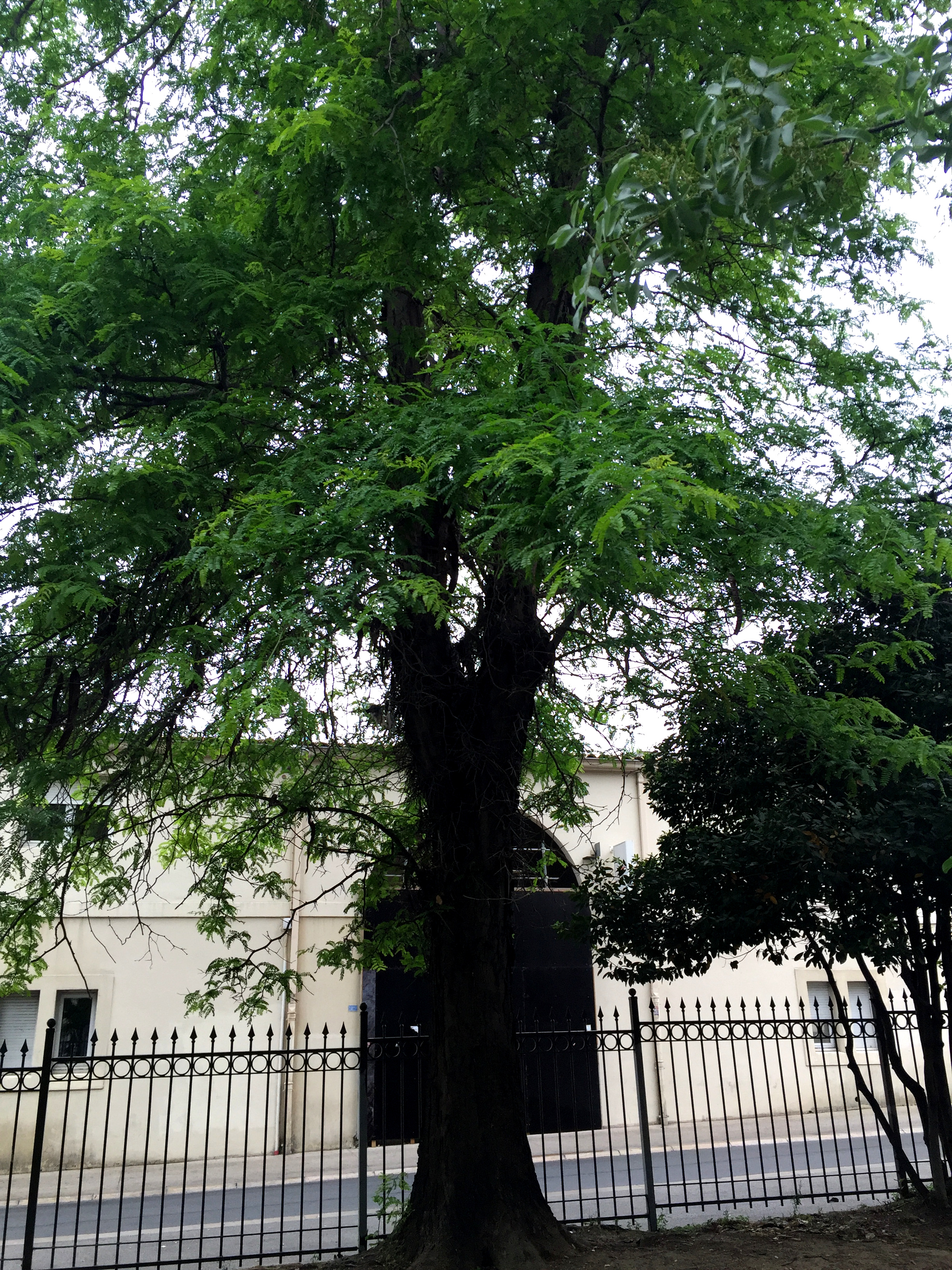
« Gleditsia triacanthos (L., 1753) - Épine-du-Christ, févier d'Amérique »

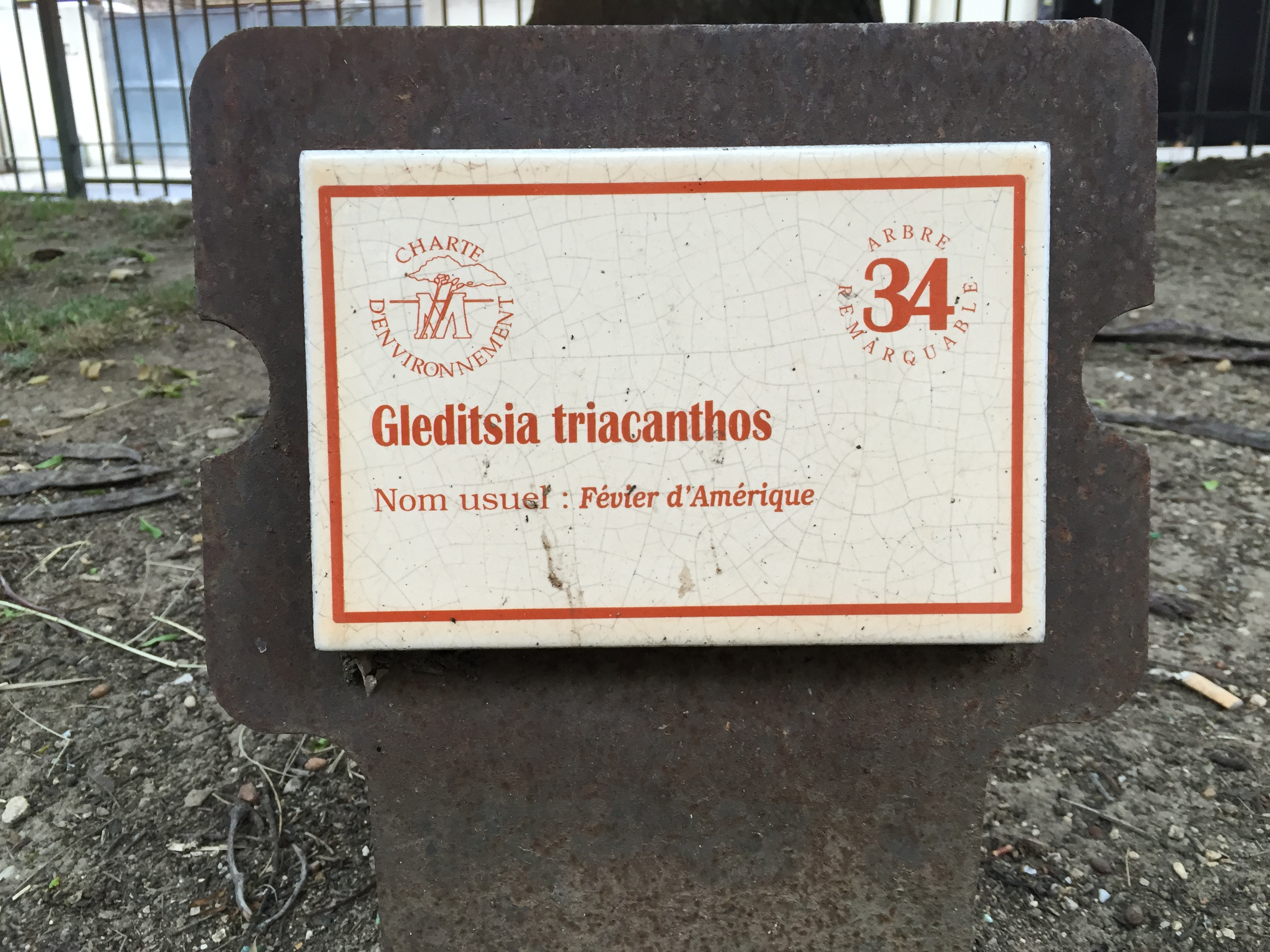
Plaque de description « Gleditsia triacanthos »

L'association de renom « Société d'horticulture et d'histoire naturelle de l'Hérault » (S.H.H.N.H.), dont Jules Émile Planchon en a été le vice-président durant vingt sept années, a réalisé durant l'année 2009 un inventaire botanique des lieux.

#### Arbres
- Acer monspessulanum (L., 1753) - Érable de Montpellier ;
- Aesculus hippocastanum (L., 1753) - Marronnier d'Inde ;
- Betula pendula (Roth.) - Bouleau verruqueux ;
- Brachychiton acerifolium (A. Cunn. ex G. Don) Macarthur (en) & C. Moore, 1855 - Sterculier à feuilles d'érable ;
- Cedrus libani (A. Rich, 1823) - Cèdre du Liban ;
- Cedrus deodara (Roxb. ex (D. Don) G. Don, 1830 - Cèdre de l'Himalaya ;
- Celfis australis (L., 1753) - Micocoulier de Provence ;
- Cercis siliquastrum (L., 1753) - Arbre de Judée ;
- Cinnamomum camphora (L.) J. S. Presl, 1825 - Camphrier ;
- Ficus carica (L., 1753) - Figuier commun ;
- Ginkgo biloba (L., 1771) - Arbre aux quarante écus ;
- Gleditsia triacanthos (L., 1753) - Épine-du-Christ, févier d'Amérique ;
- Liquidambar orientalis (Mill., 1768) - Copalme d'Orient ;
- Liquidambar styraciflua (L., 1753) - Copalme d'Amérique ;
- Magnolia grandiflora (L., 1753) - Magnolia à grandes fleurs ;
- Picea pungens (Engelm., 1879) - Épicéa du Colorado ;
- Pittosporum tobira (Thunb. ex Murr., Ait. f. 1788) - Pittospore de Chine ;
- Platanus × hispanica (Mill. ex Münchh., 1770) (syn. Platanus × acerifolia) - Platane commun, platane d'Espagne ;
- Punica granatum (L., 1753) - Grenadier ;
- Pyrus calleryana Chanticleer (Decne., 1872) - Poirier d'ornement ;
- Quercus ilex (L., 1753) - Chêne vert, yeuse ;
- Quercus pubescens (Willd., 1796) - Chêne pubescent, chêne blanc ;
- Quercus rubra (L., 1753) - Chêne rouge d'Amérique ;
- Robinia pseudoacacia (L., 1753) - Robinier faux acacia ;
- Schinus molle (L., 1753) - Faux-poivrier commun ;
- Sophora japonica (L.), Schott 1753) - Sophora du Japon ;
- Tilia tomentosa (Moench, 1785) - Tilleul argenté, tilleul de Hongrie ;
- Zelkova carpinifolia (Pall.) K. Koch, 1849 - Orme du Caucase à feuilles de charme.

#### Arbustes
- Abelia × grandiflora (Rovelli ex André) Rehder - abélie à grande fleur ;
- Callistemon citrinus (William Curtis) Homer Collar Skeels, 1913 - Rince-bouteilles ;
- Cornus alba (L., 1753) - Cornouiller blanc ;
- Coronilla valentina (subsp. glauca. L., 1753) - Coronille glauque ;
- Cotinus coggygria (Scop., 1771) - Arbre à perruque ;
- Dicliptera suberecta (André) Bremek. (Jacobinia suberecta) 1943 - Justicia ;
- Dodonaea viscosa (Jacq., 1760) - Bois de reinette ;
- Forsythia × intermedia (Zabel, 1885) - Mimosa de Paris ;
- Hibiscus acetosella Coppertone (Welw. ex Hiern) - Hibiscus, ketmie ;
- Ilex aquifolium (L., 1753) - Houx à feuiles épineuses ;
- Laurus nobilis (L., 1753) - Laurier sauce ;
- Ligustrum japonicum (Thunb., 1780) - Troène du Japon ;
- Mahonia × media (C.D. Brickell, 1979) - Mahonia ;
- Nandina domestica (Thunb. ex Murr., 1780) - Bambou sacré ;
- Photinia serrulata (Lindl., 1821) - Photinia à feuilles finement dentées ;
- Pistacia terebinthus (L., 1753) - Pistachier térébinthe ;
- Pittosporum tenuifolium (Soland. ex. Gaertn., 1788) - Pittospore, kohuhu ;
- Prunus cerasifera, Carr. Pissardii (Ehrh., 1784) - Prunier myrobolan ;
- Rhamnus alaternus (L., 1753) - Nerprun alaterne ;
- Sambucus nigra (L., 1753) - Sureau noir, sureau commun ;
- Spartium junceum (L., 1753) - Genêt d'Espagne ;
- Viburnum tinus (L., 1753) - Laurier-tin ;
- Vitis vinifera (L., 1753) - Vigne.

#### Autres
- Hedera helix (L., 1753) - Lierre grimpant ;
- Kniphofia uvaria (L., 1753) Hook. - Faux aloès ;
- Lythrum salicaria (L., 1753) - Salicaire commune ;
- Phormium tenax Variegatum (J.R. et G. Forst., 1776) - Lin de Nouvelle-Zélande ;
- Phyllostachys aurea (Carrière ex Rivière et C. Rivière, 1878) - Bambou doré ;
- Phyllostachys nigra (Lodd. ex Lindl.) Munro, 1868) - Bambou noir ;
- Plumbago auriculata (Lam., 1786) - Dentelaire du Cap ;
- Pyracantha coccinea (M. J. Roem., 1847) - Buisson ardent ;
- Solanum jasminoides (Paxt., 1841) - Morelle faux jasmin et non Étoile de Bethléem ;
- Trachycarpus fortunei (Hook.) H. Wendl., (1863) - Palmier chanvre ;
- Washingtonia filifera (Linden ex André) H. Wendl., (1879) - Palmier en éventail de Californie.

## Bâtiments remarquables et lieux de mémoire

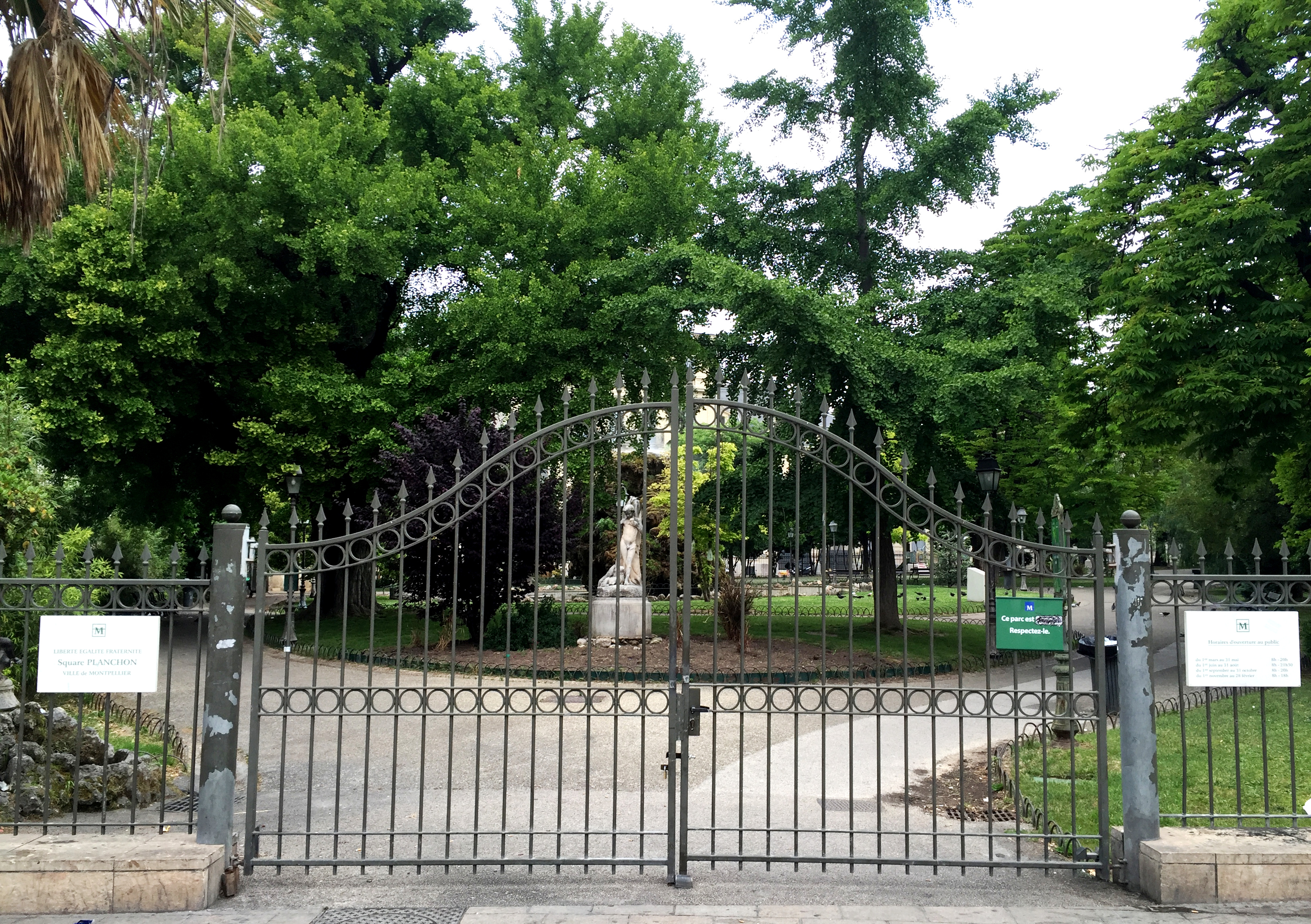
L'entrée principale.
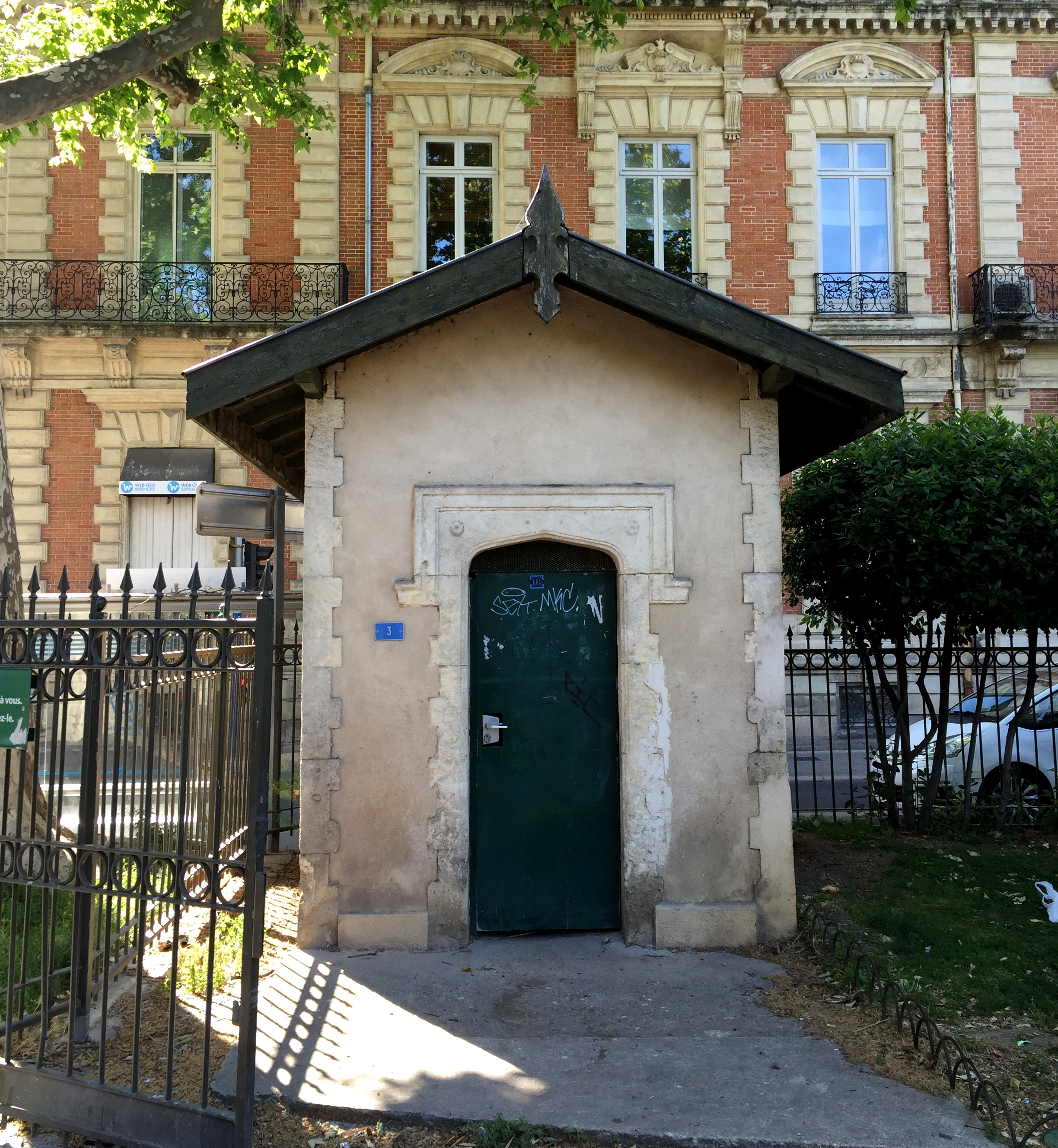
La remise du jardinier.
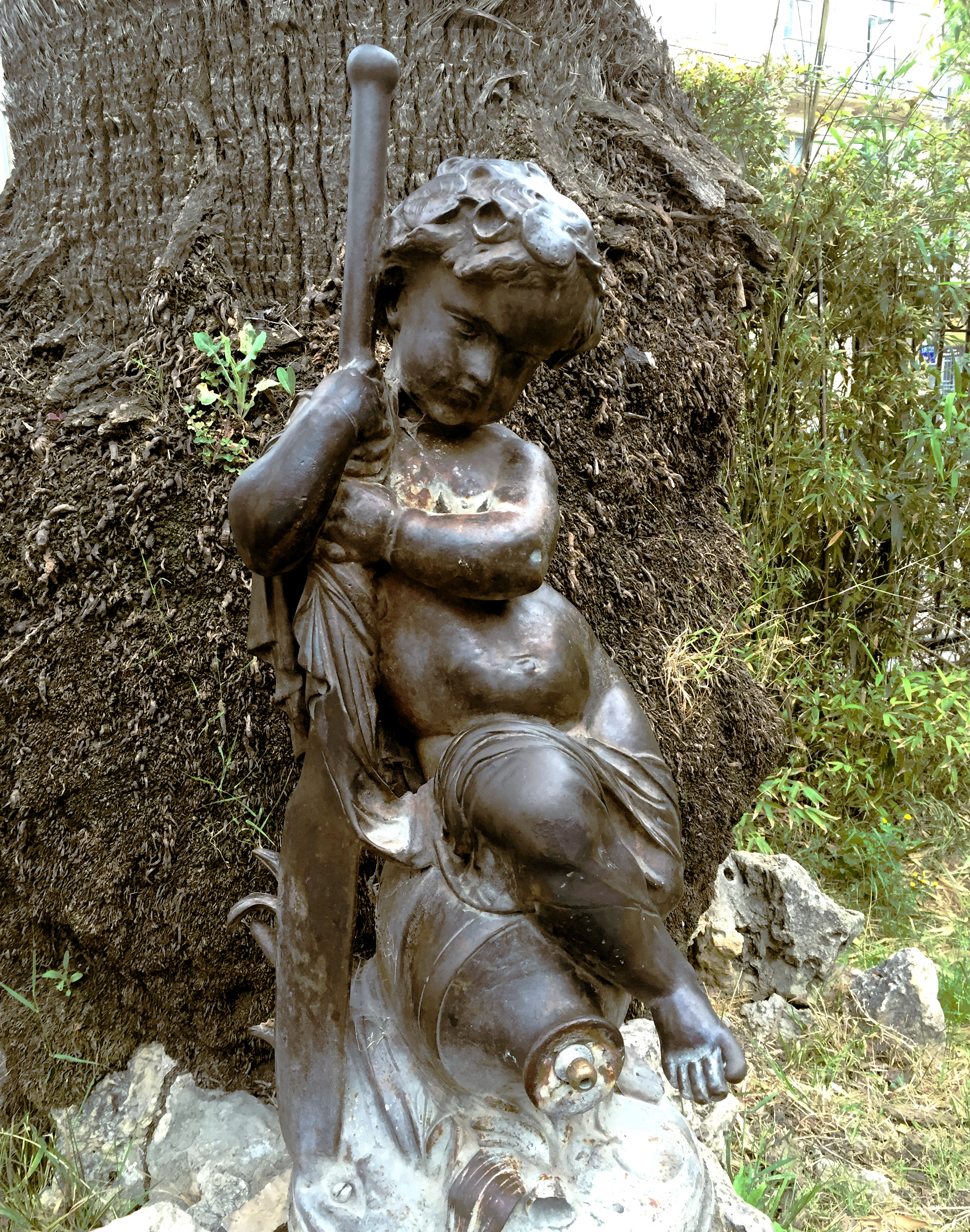
L’Enfant à la rame.
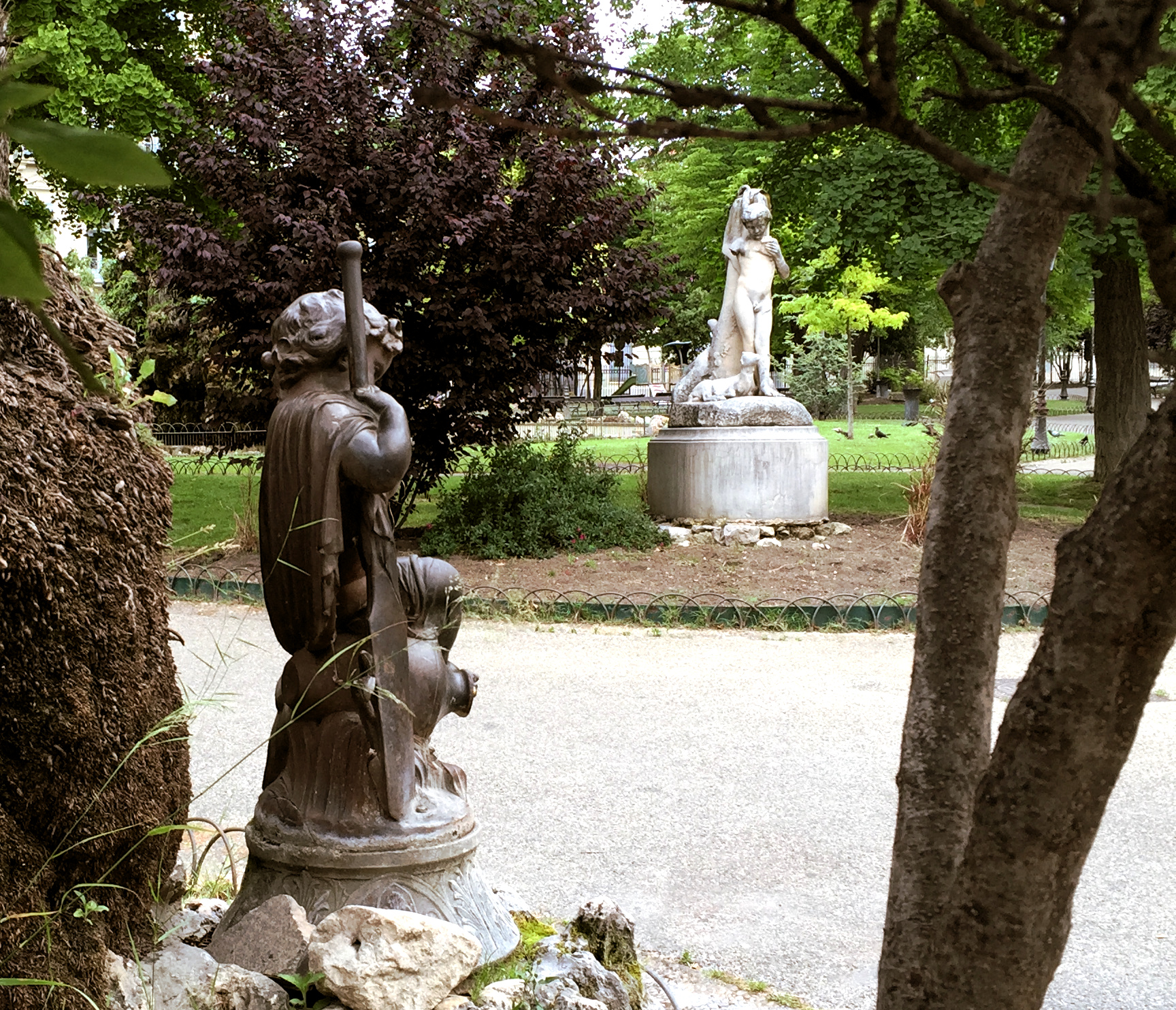
Vue des édifices.
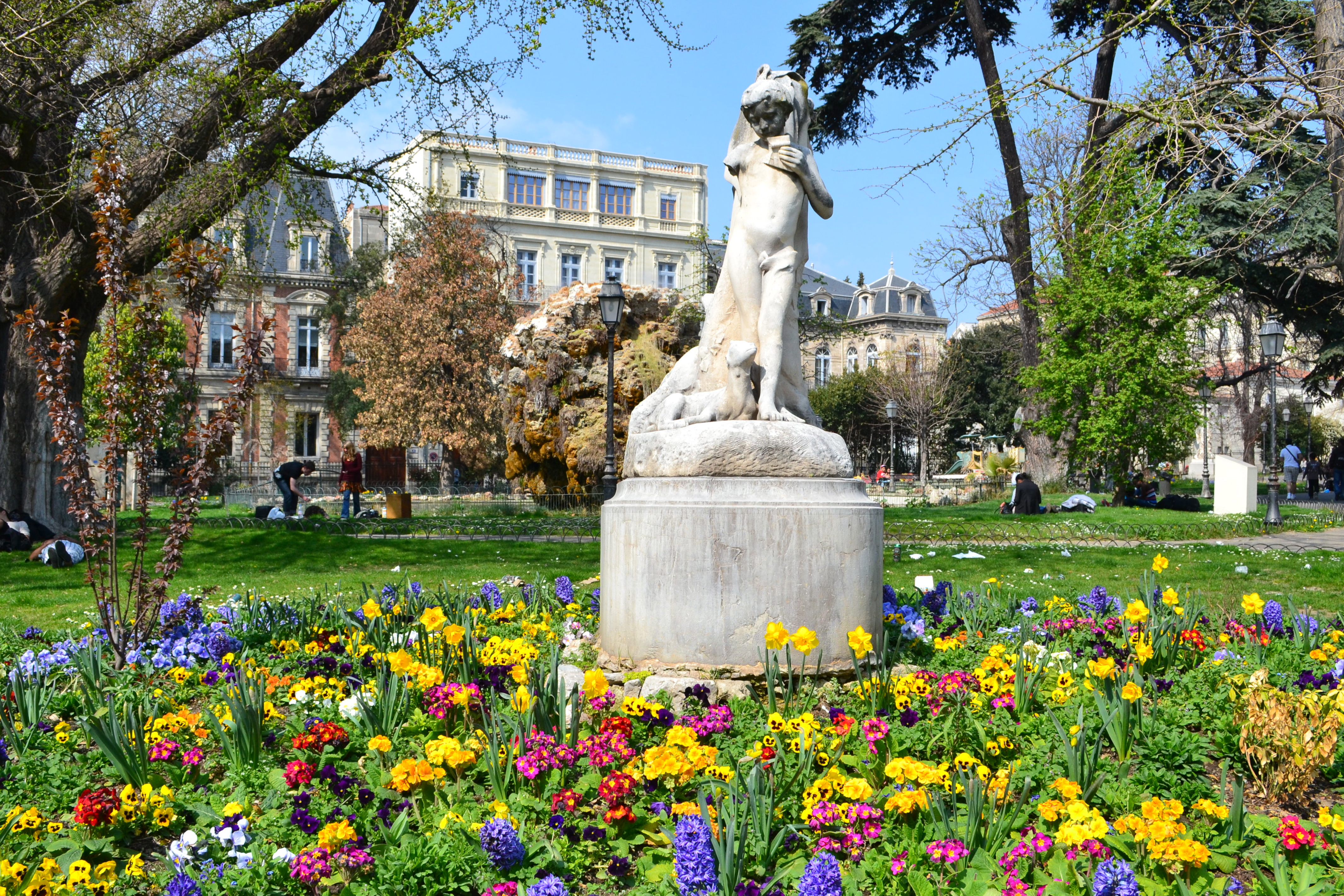
Le chant rustique.
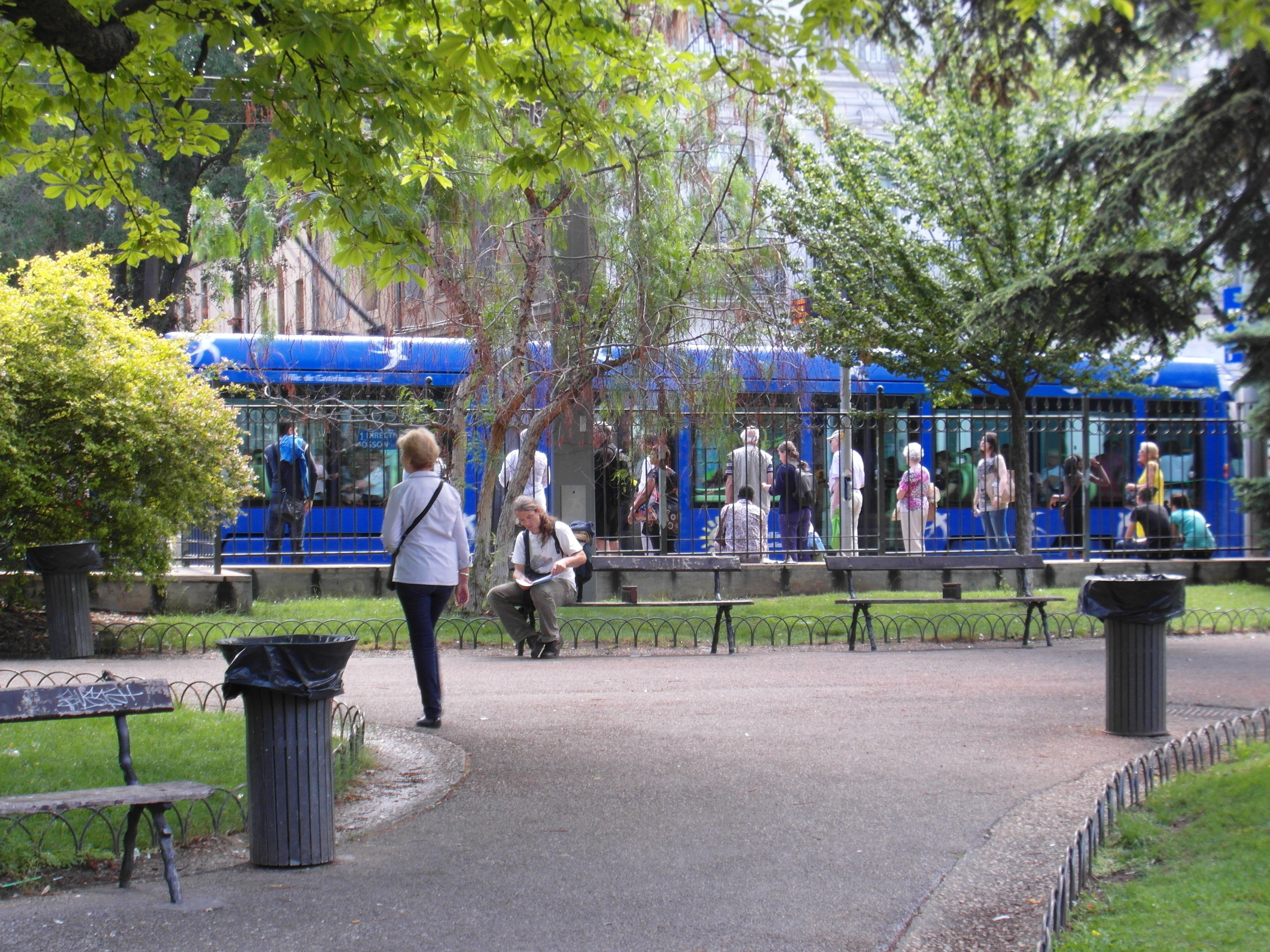
Vue dans le square.
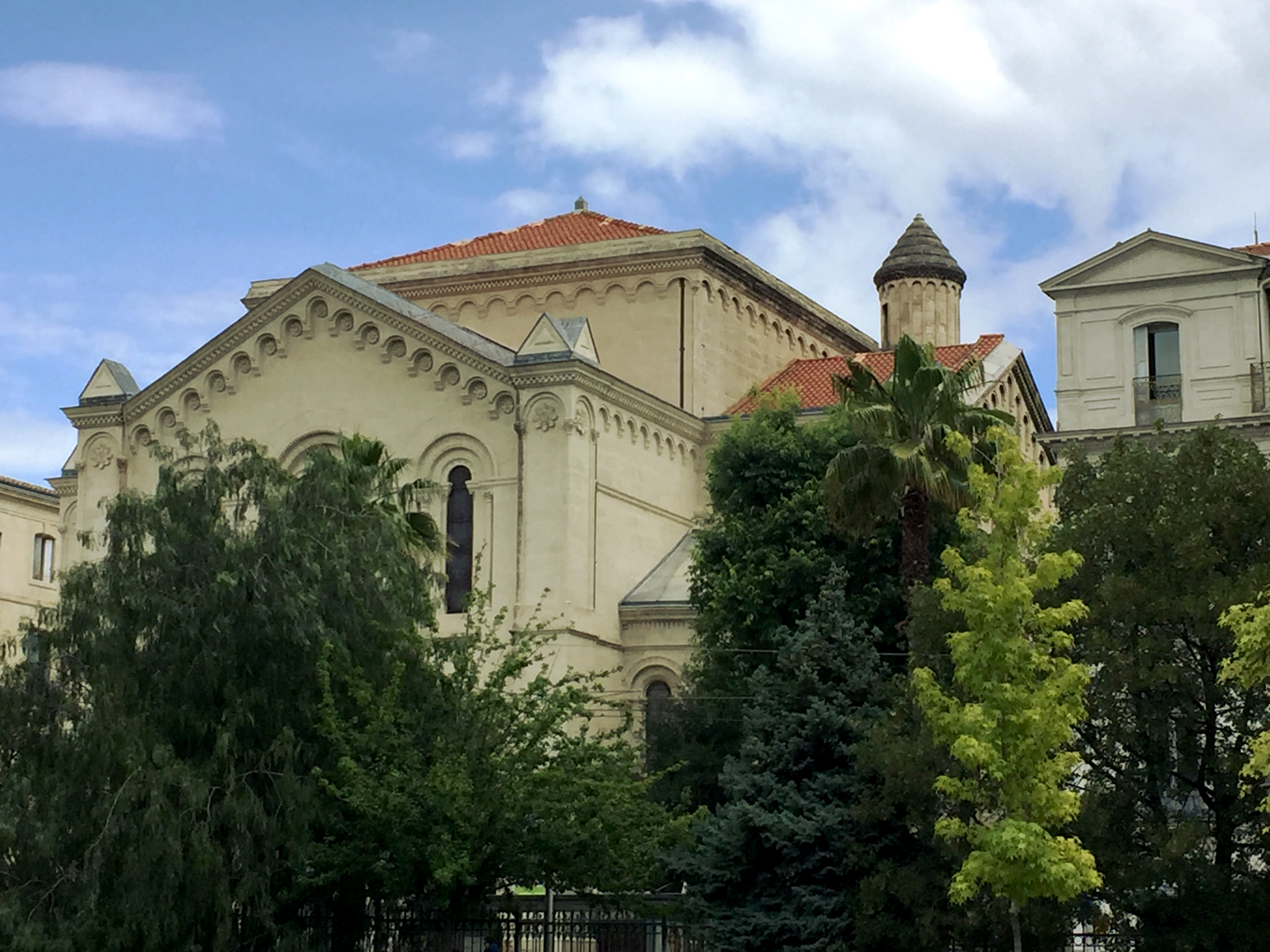
Vue sur le Temple protestant.

Détails de la statue de « Jules Émile Planchon ».
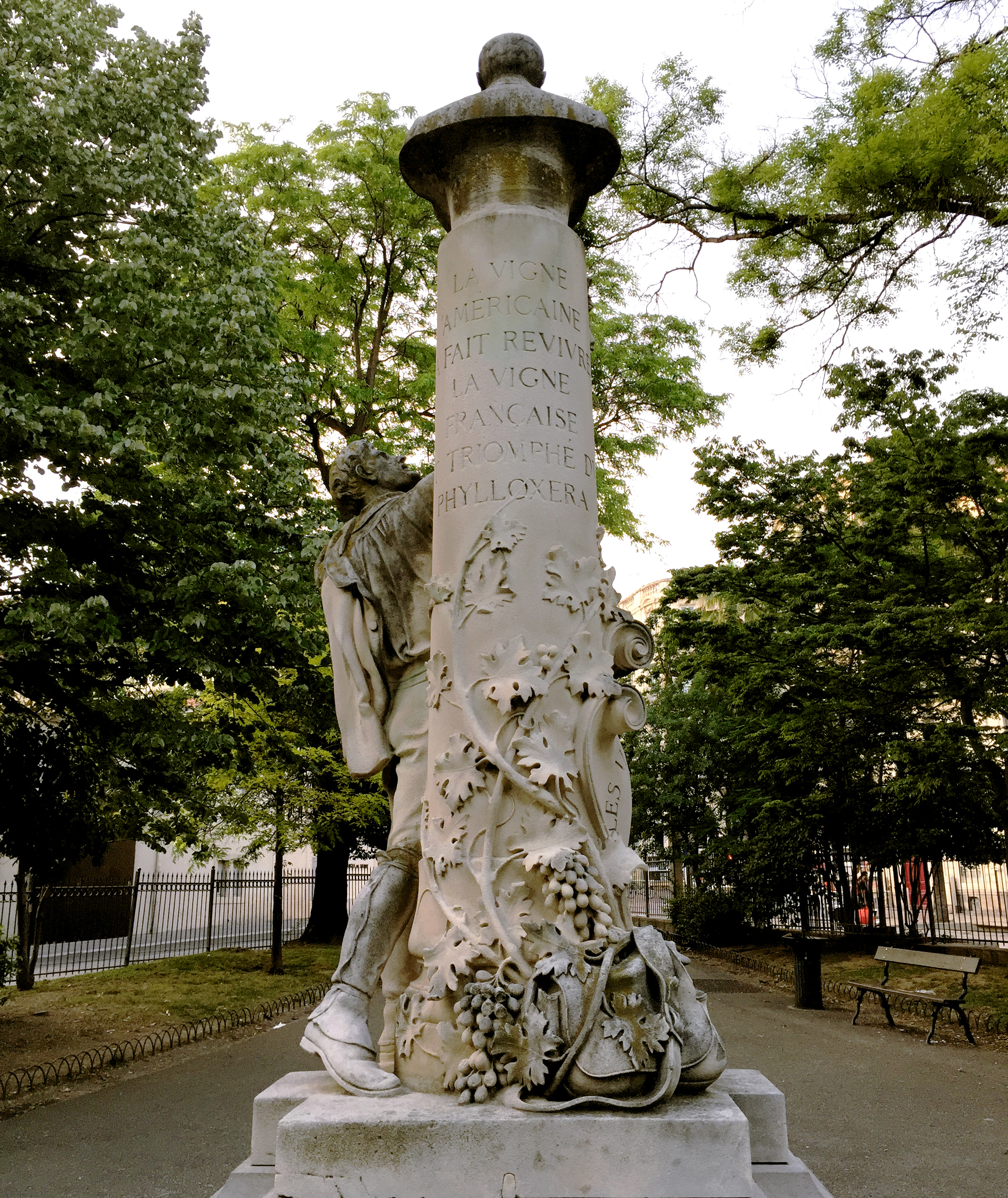
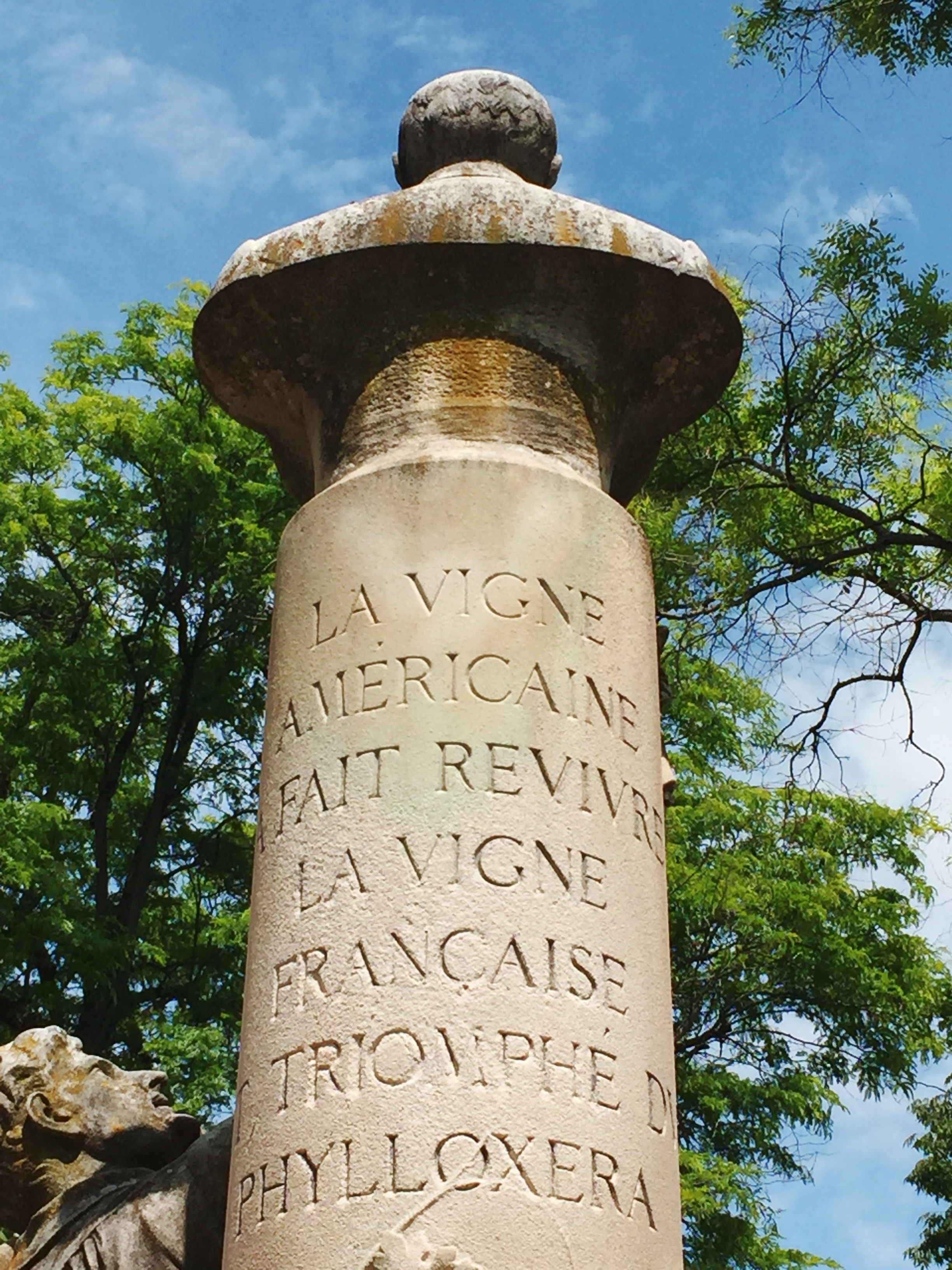
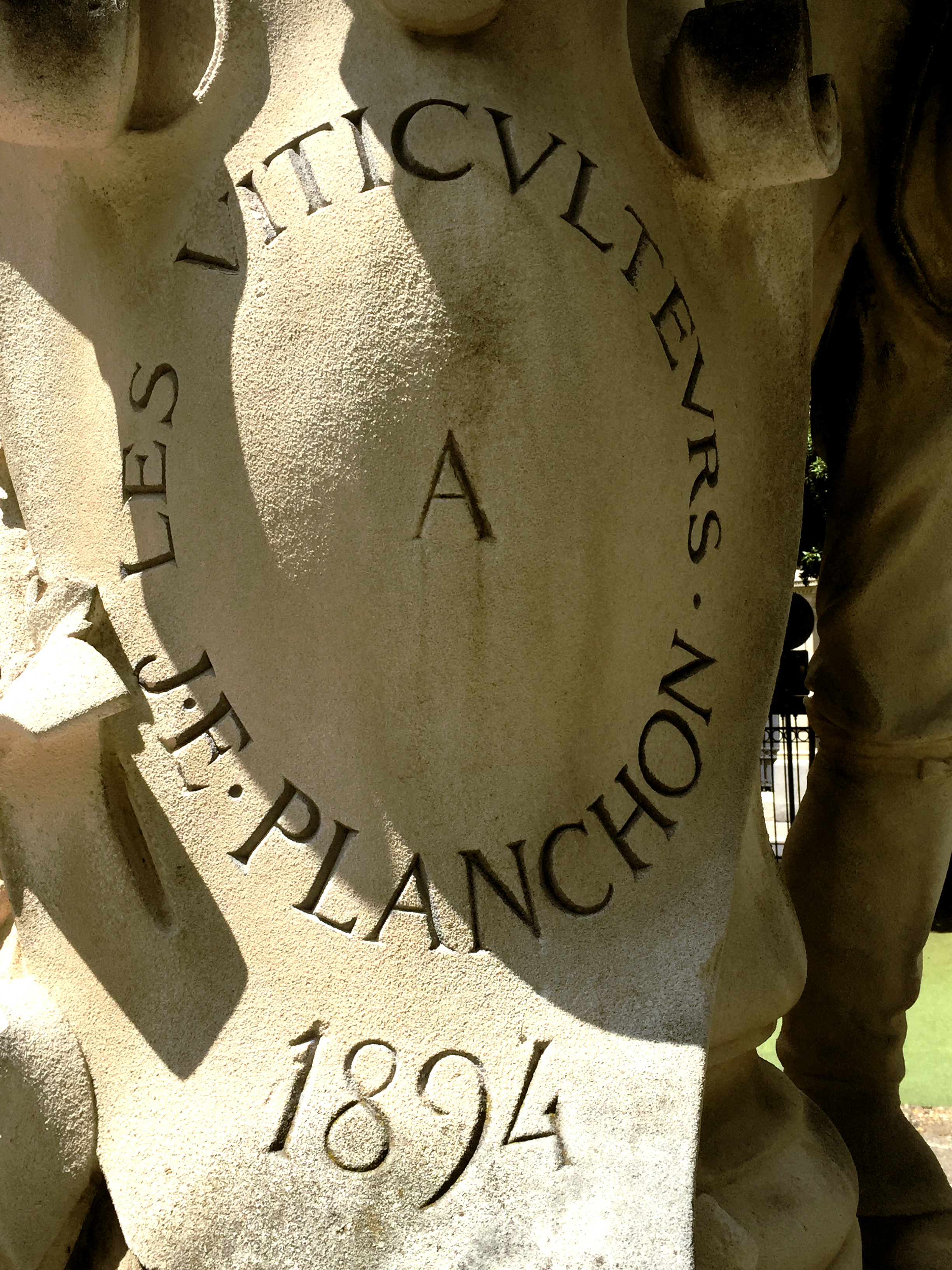
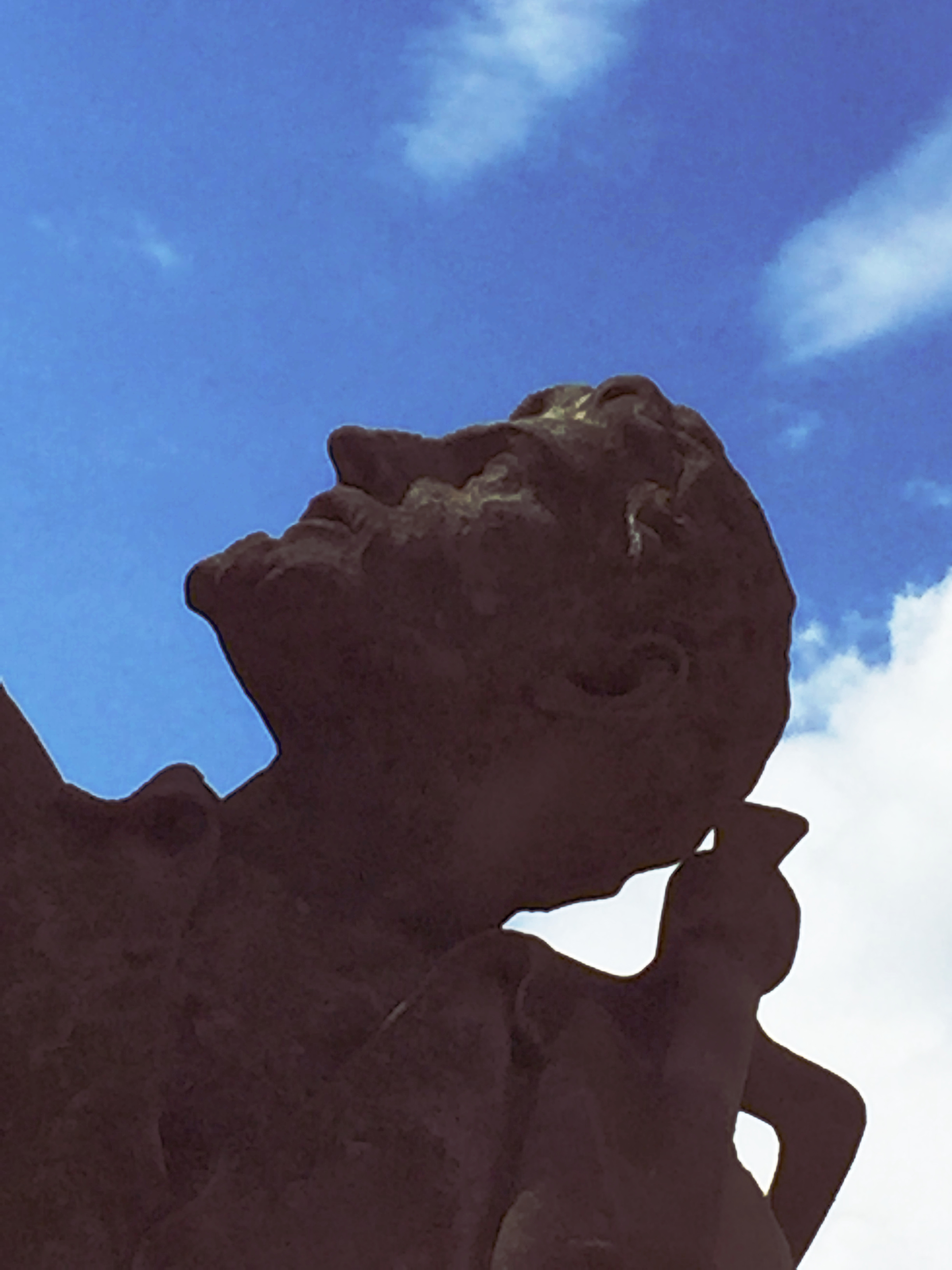
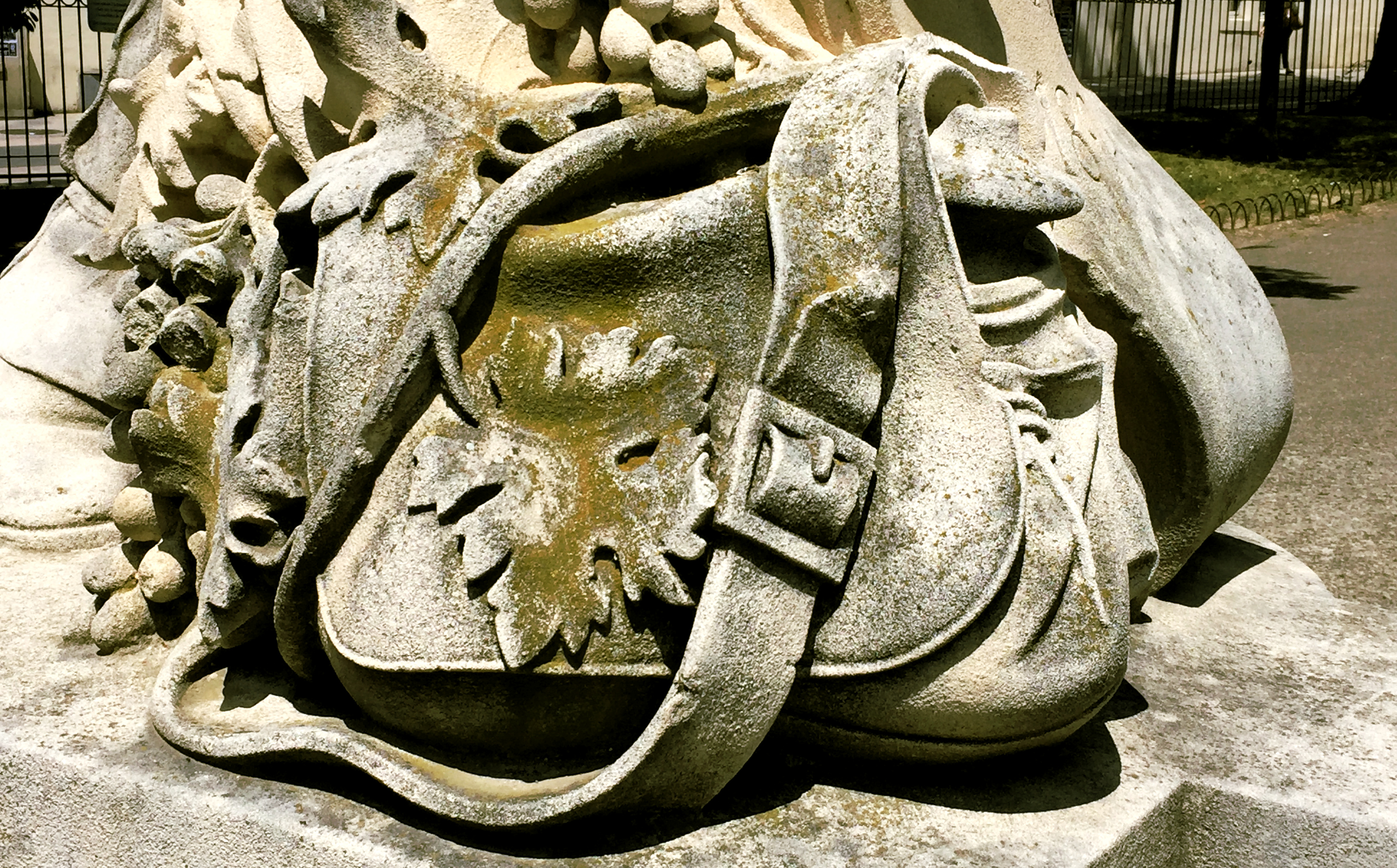